# Rockledge
Rockledge est une ville des États-Unis située dans le comté de Brevard dans l’État de Floride.

## Démographie
| 1920 | 1930 | 1940 | 1950  | 1960  | 1970   |
| ---- | ---- | ---- | ----- | ----- | ------ |
| 453  | 551  | 725  | 1 347 | 3 481 | 10 523 |

| 1980   | 1990   | 2000   | 2010   | - | - |
| ------ | ------ | ------ | ------ | - | - |
| 11 877 | 16 023 | 20 170 | 24 926 | - | - |

En 2010, sa population était de 24 926 habitants.

## Source de la traduction
- (en) Cet article est partiellement ou en totalité issu de l’article de Wikipédia en anglais intitulé « Rockledge, Florida » (voir la liste des auteurs).